# Guts Over Fear
«Guts Over Fear» — дебютний сингл з Shady XV, подвійної компіляції лейблу Shady Records, що вийшла 24 листопада 2014 р. Прем'єра прев'ю треку відбулась у трейлері стрічки «The Equalizer», оприлюдненому 15 серпня. Окремок видали 25 серпня, у день анонсу релізу платівки. У пісні йдеться про труднощі в житті Емінема як артиста, згадано певні моменти його кар'єри. Приспів виконує австралійська співачка Sia, з якою репер раніше співпрацював на «Beautiful Pain» з делюкс-версії The Marshall Mathers LP 2 (2013).

## Відеокліп
Eminem інстаґрамнув світлину до відео. 24 листопада на VEVO відбулась прем'єра кліпу, знятого у Детройті. Режисер: Syndrome.

## Результати продажу
Окремок дебютував на 22-ій сходинці Billboard Hot 100 з 134 328 копіями за перший тиждень.

## Чартові позиції
| Чарт (2014)                                   | Найвища позиція |
| --------------------------------------------- | --------------- |
| Австралія (ARIA)                              | 22              |
| Австрія (Ö3 Austria Top 75)                   | 53              |
| Бельгія (Ultratip Flanders)                   | 15              |
| Бельгія Urban(Ultratop Flanders)              | 13              |
| Бельгія (Ultratip Wallonia)                   | 27              |
| Велика Британія (The Official Charts Company) | 10              |
| Данія (Tracklisten)                           | 22              |
| Канада (Canadian Hot 100)                     | 9               |
| Італія (FIMI)                                 | 45              |
| Німеччина (Media Control Charts)              | 35              |
| Нова Зеландія (RIANZ)                         | 22              |
| Словаччина (Singles Digitál Top 100)          | 85              |
| США (Billboard Hot 100)                       | 22              |
| США (Hot R&B/Hip-Hop Songs) (Billboard)       | 6               |
| Угорщина (Single Top 40)                      | 24              |
| Франція (SNEP)                                | 10              |
| Чехія (Singles Digitál Top 100)               | 87              |
| Швейцарія (Media Control AG)                  | 30              |
| Швеція (Sverigetopplistan)                    | 40              |